# South Down (circonscription de l'Assemblée d'Irlande du Nord)
Pour les articles homonymes, voir South Down.
South Down (irlandais : An Dún Theas, Ulster Scots: Sooth Doon) est une circonscription de l'Assemblée d'Irlande du Nord. Il se trouve dans la partie sud du comté de Down.
Le siège a été utilisé pour la première fois pour une élection réservée à l'Irlande du Nord pour l'Assemblée d' Irlande du Nord en 1973. Il partage généralement les mêmes limites que la circonscription du Parlement britannique de South Down, mais les limites des deux circonscriptions étaient légèrement différentes de 1983 à 1986 car les limites de l'Assemblée n'avaient pas rattrapé les changements de limites parlementaires et de 1996 à 1997 lorsque les membres du Forum irlandais avait été élu dans les circonscriptions parlementaires nouvellement établies, mais le 51e Parlement du Royaume-Uni, élu en 1992 selon les limites des circonscriptions de 1983 à 1995, était toujours en session.
Des membres ont ensuite été élus dans la circonscription à la Convention constitutionnelle de 1975, à l'Assemblée de 1982, au Forum de 1996 puis à l'Assemblée actuelle à partir de 1998.
Parmi les MLAs les plus en vue de la circonscription figurent Caitríona Ruane, Margaret Ritchie et John McCallister.
Pour plus de détails sur l'histoire et les limites de la circonscription, voir South Down (circonscription du Parlement britannique).

## Membres
| Élection                   | MLA (parti)                 | MLA (parti)                        | MLA (parti)              | MLA (parti)               | MLA (parti)             | MLA (parti)                          | MLA (parti)           | MLA (parti)               | MLA (parti)                    | MLA (parti)          | MLA (parti)          | MLA (parti)             | MLA (parti) | MLA (parti)             |
| -------------------------- | --------------------------- | ---------------------------------- | ------------------------ | ------------------------- | ----------------------- | ------------------------------------ | --------------------- | ------------------------- | ------------------------------ | -------------------- | -------------------- | ----------------------- | ----------- | ----------------------- |
| 1973                       |                             | Patrick O'Donoghue (SDLP)          |                          | Eddie McGrady (SDLP)      |                         | Frank Feely (SDLP)                   |                       | Brian Faulkner (UUP/UPNI) |                                | Herbert Heslip (UUP) |                      | Ronald Broadhurst (UUP) |             | Cecil Harvey (Vanguard) |
| 1975                       |                             | Patrick O'Donoghue (SDLP)          | Peter Brush (UUP)        | Eddie McGrady (SDLP)      |                         | Frank Feely (SDLP)                   |                       | Brian Faulkner (UUP/UPNI) |                                | Herbert Heslip (UUP) |                      |                         |             | Cecil Harvey (Vanguard) |
| 1982                       |                             | Patrick O'Donoghue (SDLP)          | Raymond McCullough (UUP) | Eddie McGrady (SDLP)      | William Brown (UUP)     | Frank Feely (SDLP)                   |                       | Jim Wells (DUP)           |                                | George Graham (DUP)  |                      |                         |             |                         |
| Élection partielle de 1985 | Jeffrey Donaldson (UUP)     | Patrick O'Donoghue (SDLP)          |                          | Eddie McGrady (SDLP)      | William Brown (UUP)     | Frank Feely (SDLP)                   |                       | Jim Wells (DUP)           |                                | George Graham (DUP)  |                      |                         |             |                         |
| 1996                       |                             | Mick Murphy (Sinn Féin)            | Margaret Ritchie (SDLP)  | Eddie McGrady (SDLP)      |                         | Hugh Carr (SDLP)                     | Dermot Nesbitt (UUP)  | 5 sièges 1996–1998        | 5 sièges 1996–1998             | 5 sièges 1996–1998   | 5 sièges 1996–1998   |                         |             |                         |
| 1998                       | Eamonn O'Neill (SDLP)       | Mick Murphy (Sinn Féin)            | P. J. Bradley (SDLP)     | Eddie McGrady (SDLP)      |                         | Jim Wells (DUP/Independent Unionist) | Dermot Nesbitt (UUP)  | 6 sièges 1998–2017        | 6 sièges 1998–2017             |                      |                      |                         |             |                         |
| 2003                       | Caitríona Ruane (Sinn Féin) |                                    | P. J. Bradley (SDLP)     | Willie Clarke (Sinn Féin) | Margaret Ritchie (SDLP) | Jim Wells (DUP/Independent Unionist) | Dermot Nesbitt (UUP)  | 6 sièges 1998–2017        | 6 sièges 1998–2017             |                      |                      |                         |             |                         |
| 2007                       | Caitríona Ruane (Sinn Féin) | John McCallister (UUP/Independent) | P. J. Bradley (SDLP)     | Willie Clarke (Sinn Féin) | Margaret Ritchie (SDLP) | Jim Wells (DUP/Independent Unionist) |                       | 6 sièges 1998–2017        | 6 sièges 1998–2017             |                      |                      |                         |             |                         |
| 2011                       | Caitríona Ruane (Sinn Féin) | John McCallister (UUP/Independent) | Karen McKevitt (SDLP)    | Willie Clarke (Sinn Féin) | Margaret Ritchie (SDLP) | Jim Wells (DUP/Independent Unionist) |                       | 6 sièges 1998–2017        | 6 sièges 1998–2017             |                      |                      |                         |             |                         |
| Avril 2012 co-option       | Caitríona Ruane (Sinn Féin) | John McCallister (UUP/Independent) | Karen McKevitt (SDLP)    | Chris Hazzard (Sinn Féin) | Seán Rogers (SDLP)      | Jim Wells (DUP/Independent Unionist) |                       | 6 sièges 1998–2017        | 6 sièges 1998–2017             |                      |                      |                         |             |                         |
| 2016                       | Caitríona Ruane (Sinn Féin) | Colin McGrath (SDLP)               | Sinéad Bradley (SDLP)    | Chris Hazzard (Sinn Féin) | Harold McKee (UUP)      | Jim Wells (DUP/Independent Unionist) |                       | 6 sièges 1998–2017        | 6 sièges 1998–2017             |                      |                      |                         |             |                         |
| 2017                       | Sinéad Ennis (Sinn Féin)    | Colin McGrath (SDLP)               | Sinéad Bradley (SDLP)    | Chris Hazzard (Sinn Féin) | 5 sièges 2017–présent   | 5 sièges 2017–présent                | 5 sièges 2017–présent | 5 sièges 2017–présent     |                                |                      |                      |                         |             |                         |
| Juin 2017 co-option        | Sinéad Ennis (Sinn Féin)    | Colin McGrath (SDLP)               | Sinéad Bradley (SDLP)    | Emma Rogan (Sinn Féin)    | 5 sièges 2017–présent   | 5 sièges 2017–présent                | 5 sièges 2017–présent | 5 sièges 2017–présent     |                                |                      |                      |                         |             |                         |
| Mai 2018 defection         | Sinéad Ennis (Sinn Féin)    | Colin McGrath (SDLP)               | Sinéad Bradley (SDLP)    | Emma Rogan (Sinn Féin)    | 5 sièges 2017–présent   | 5 sièges 2017–présent                | 5 sièges 2017–présent | 5 sièges 2017–présent     |                                |                      |                      |                         |             |                         |
| 2022                       | Sinéad Ennis (Sinn Féin)    | Colin McGrath (SDLP)               | Cathy Mason (Sinn Féin)  |                           | 5 sièges 2017–présent   | 5 sièges 2017–présent                | 5 sièges 2017–présent | 5 sièges 2017–présent     | Patrick Brown (Alliance Party) |                      | Diane Forsythe (DUP) |                         |             |                         |

Note: Les colonnes de ce tableau sont utilisées uniquement à des fins de présentation et aucune importance ne doit être attachée à l'ordre des colonnes. Pour plus de détails sur l'ordre dans lequel les sièges ont été remportés à chaque élection, voir les résultats détaillés de cette élection.

## Élections

### Assemblée d'Irlande du Nord

#### 2022
| Parti | Parti                | Candidat         | %      | Comptage | Comptage | Comptage | Comptage | Comptage | Comptage |
| Parti | Parti                | Candidat         | %      | 1        | 2        | 3        | 4        | 5        | 6        |
| --- | -------------------- | ---------------- | ------ | -------- | -------- | -------- | -------- | -------- | -------- |
| | Sinn Féin            | Sinéad Ennis     | 26.17% | 14,381   |          |          |          |          |          |
| | Sinn Féin            | Cathy Mason      | 18.13% | 9,963    |          |          |          |          |          |
| | Alliance             | Patrick Brown    | 12.63% | 6,942    | 8,071    | 8,251    | 8,865    | 9,301    |          |
| | DUP                  | Diane Forsythe   | 11.82% | 6,497    | 6,512    | 6,513    | 6,617    | 8,034    | 11,073   |
| | SDLP                 | Colin McGrath    | 11.07% | 6,082    | 7,748    | 8,164    | 8,798    | 8,933    | 9,119    |
| | SDLP                 | Karen McKevitt   | 5.47%  | 3,006    | 4,772    | 4,875    | 5,090    | 5,139    | 5,259    |
| | TUV                  | Harold McKee     | 5.96%  | 3,273    | 3,279    | 3,280    | 3,332    | 4,118    |          |
| | Ulster Unionist      | Jill Macauley    | 5.24%  | 2,880    | 2,900    | 2,902    | 2,944    |          |          |
| | Aontú                | Rosemary McGlone | 2.14%  | 1,177    | 1,439    | 1,488    |          |          |          |
| | Green (NI)           | Noeleen Lynch    | 0.75%  | 412      | 564      | 580      |          |          |          |
| | People Before Profit | Paul McCrory     | 0.37%  | 205      | 270      | 283      |          |          |          |
| | Indépendant          | Patrick Clarke   | 0.24%  | 134      | 209      | 224      |          |          |          |
| Électorat : 84,046 Valide : 54,952 (65.38%) Non valide : 679 Quota : 9,159 Participation : 55,631 (66.19%) |                      |                  |        |          |          |          |          |          |          |

#### 2017
| Parti | Parti            | Candidat       | %      | Comptage | Comptage | Comptage | Comptage | Comptage  | Comptage | Comptage |
| Parti | Parti            | Candidat       | %      | 1        | 2        | 3        | 4        | 5         | 6        | 7        |
| --- | ---------------- | -------------- | ------ | -------- | -------- | -------- | -------- | --------- | -------- | -------- |
| | Sinn Féin        | Sinéad Ennis   | 20.76% | 10,256   |          |          |          |           |          |          |
| | Sinn Féin        | Chris Hazzard  | 17.87% | 8,827    |          |          |          |           |          |          |
| | SDLP             | Sinéad Bradley | 14.82% | 7,323    | 7,487    | 8,906.12 |          |           |          |          |
| | DUP              | Jim Wells      | 15.76% | 7,786    | 8,088    | 8,091.36 | 8,091.64 | 10,821.64 |          |          |
| | SDLP             | Colin McGrath  | 10.34% | 5,110    | 5,202    | 5,512.8  | 6,043.68 | 6,632.42  | 7,228.42 | 7,613.62 |
| | Alliance         | Patrick Brown  | 9.18%  | 4,535    | 4,883    | 5,101.64 | 5,194.88 | 6,007.82  | 6,730.82 | 6,874.66 |
| | Ulster Unionist  | Harold McKee   | 8.45%  | 4,172    | 4,509    | 4,522.44 | 4,527.76 |           |          |          |
| | TUV              | Lyle Rea       | 1.28%  | 630      |          |          |          |           |          |          |
| | Green (NI)       | Hannah George  | 0.98%  | 483      |          |          |          |           |          |          |
| | Indépendant      | Patrick Clarke | 0.39%  | 192      |          |          |          |           |          |          |
| | NI Conservatives | Gary Hynds     | 0.17%  | 85       |          |          |          |           |          |          |
| Électorat : 75,415 Valide : 49,399 (65.50%) Non valide : 535 Quota : 8,234 Participation : 49,932 (66.21%) |                  |                |        |          |          |          |          |           |          |          |

#### 2016
| Parti | Parti           | Candidat           | %      | Comptage | Comptage | Comptage | Comptage | Comptage | Comptage | Comptage | Comptage |
| Parti | Parti           | Candidat           | %      | 1        | 2        | 3        | 4        | 5        | 6        | 7        | 8        |
| --- | --------------- | ------------------ | ------ | -------- | -------- | -------- | -------- | -------- | -------- | -------- | -------- |
| | DUP             | Jim Wells          | 12.25% | 5,033    | 5,183    | 6,470    |          |          |          |          |          |
| | Ulster Unionist | Harold McKee       | 8.47%  | 3,481    | 3,812    | 5,168    | 5,567    | 6,141    |          |          |          |
| | Sinn Féin       | Chris Hazzard      | 12.28% | 5,045    | 5,142    | 5,144    | 5,321    | 5,321.5  | 7,277.5  |          |          |
| | SDLP            | Sinéad Bradley     | 12.32% | 5,059    | 5,231    | 5,241    | 5,828    | 5,834    | 6,144    |          |          |
| | Sinn Féin       | Caitríona Ruane    | 10.20% | 4,191    | 4,240    | 4,244    | 4,335    | 4,335    | 5,415    | 6,664.5  |          |
| | SDLP            | Colin McGrath      | 10.44% | 4,288    | 4,429    | 4,440    | 5,033    | 5,038    | 5,121    | 5,190    | 5,397    |
| | SDLP            | Seán Rogers        | 8.68%  | 3,564    | 3,699    | 3,721    | 4,076    | 4,086.5  | 4,227.5  | 4,309    | 4,595.75 |
| | Sinn Féin       | Michael Gray-Sloan | 8.57%  | 3,520    | 3,571    | 3,572    | 3,665    | 3,665    |          |          |          |
| | Alliance        | Patrick Brown      | 5.36%  | 2,200    | 2,841    | 2,869    |          |          |          |          |          |
| | TUV             | Henry Reilly       | 6.62%  | 2,718    | 2,800    |          |          |          |          |          |          |
| | Indépendant     | John McCallister   | 2.81%  | 1,156    |          |          |          |          |          |          |          |
| | Green (NI)      | John Hardy         | 2.00%  | 820      |          |          |          |          |          |          |          |
| Électorat : 77,409 Valide : 41,075 (53.06%) Non valide : 570 Quota : 5,868 Participation : 41,645 (53.80%) |                 |                    |        |          |          |          |          |          |          |          |          |

#### 2011
| Parti | Parti           | Candidat         | %      | Comptage | Comptage | Comptage | Comptage | Comptage | Comptage | Comptage | Comptage | Comptage |
| Parti | Parti           | Candidat         | %      | 1        | 2        | 3        | 4        | 5        | 6        | 7        | 8        | 9        |
| --- | --------------- | ---------------- | ------ | -------- | -------- | -------- | -------- | -------- | -------- | -------- | -------- | -------- |
| | SDLP            | Margaret Ritchie | 20.61% | 8,506    |          |          |          |          |          |          |          |          |
| | Sinn Féin       | Caitríona Ruane  | 14.43% | 5,955    | 6,192.15 |          |          |          |          |          |          |          |
| | DUP             | Jim Wells        | 12.60% | 5,200    | 5,284.84 | 5,354.56 | 5,404.28 | 6,543.28 |          |          |          |          |
| | Ulster Unionist | John McCallister | 10.68% | 4,409    | 4,480.92 | 4,624.88 | 4,714.77 | 5,679.9  | 6,329.6  |          |          |          |
| | Sinn Féin       | Willie Clarke    | 9.40%  | 3,882    | 3,957.95 | 3,992.5  | 4,094.15 | 4,101.46 | 4,103.2  | 6,777.2  |          |          |
| | SDLP            | Karen McKevitt   | 9.10%  | 3,758    | 4,318.79 | 4,432.71 | 4,675.33 | 4,702.43 | 4,707.27 | 4,842.93 | 5,277.28 | 5,347.46 |
| | SDLP            | Eamonn O'Neill   | 6.38%  | 2,663    | 3,844.72 | 3,959.19 | 4,222.77 | 4,251.35 | 4,259.47 | 4,449.46 | 4,826.14 | 4,882.98 |
| | Sinn Féin       | Naomi Bailie     | 7.39%  | 3,050    | 3,150.44 | 3,161.06 | 3,305.46 | 3,306.77 | 3,308.51 |          |          |          |
| | UKIP            | Henry Reilly     | 5.63%  | 2,332    | 2,353.29 | 2,373.7  | 2,398.94 |          |          |          |          |          |
| | Green (NI)      | Cadogan Enright  | 2.68%  | 1,107    | 1,227.28 | 1,238.75 |          |          |          |          |          |          |
| | Alliance        | David Griffin    | 2.09%  | 864      | 915.15   |          |          |          |          |          |          |          |
| Électorat : 73,240 Valide : 41,726 (56.97%) Non valide : 825 Quota : 5,961 Participation : 42,551 (58.10%) |                 |                  |        |          |          |          |          |          |          |          |          |          |

#### 2007
| Parti | Parti                  | Candidat          | %      | Comptage | Comptage | Comptage | Comptage | Comptage | Comptage | Comptage | Comptage | Comptage | Comptage | Comptage |
| Parti | Parti                  | Candidat          | %      | 1        | 2        | 3        | 4        | 5        | 6        | 7        | 8        | 9        | 10       | 11       |
| --- | ---------------------- | ----------------- | ------ | -------- | -------- | -------- | -------- | -------- | -------- | -------- | -------- | -------- | -------- | -------- |
| | Sinn Féin              | Caitríona Ruane   | 13.74% | 6,334    | 6,336    | 6,337    | 6,337    | 6,428    | 6,450    | 6,676    |          |          |          |          |
| | Sinn Féin              | Willie Clarke     | 11.14% | 5,138    | 5,145    | 5,152    | 5,154    | 5,259    | 5,273    | 5,412    | 7,382    |          |          |          |
| | SDLP                   | Margaret Ritchie  | 12.66% | 5,838    | 5,870    | 5,887    | 5,892    | 6,026    | 6,055    | 6,429    | 6,945    |          |          |          |
| | SDLP                   | P. J. Bradley     | 12.26% | 5,652    | 5,662    | 5,682    | 5,684    | 5,772    | 5,829    | 6,190    | 6,286    | 6,650.32 |          |          |
| | DUP                    | Jim Wells         | 12.02% | 5,542    | 5,546    | 5,605    | 5,763    | 5,792    | 6,188    | 6,240    | 6,248    | 6,250.97 | 8,462.97 |          |
| | Ulster Unionist        | John McCallister  | 9.64%  | 4,447    | 4,448    | 4,553    | 4,637    | 4,819    | 5,230    | 5,370    | 5,377    | 5,384.92 | 6,046.91 | 7,720.91 |
| | SDLP                   | Michael Carr      | 6.45%  | 2,972    | 2,976    | 2,986    | 2,989    | 3,062    | 3,093    | 3,354    | 3,422    | 3,830.87 | 3,853.87 | 3,882.87 |
| | DUP                    | William Burns     | 5.66%  | 2,611    | 2,613    | 2,667    | 2,721    | 2,741    | 3,040    | 3,061    | 3,062    | 3,064.97 |          |          |
| | Sinn Féin              | Eamonn McConvey   | 5.77%  | 2,662    | 2,678    | 2,679    | 2,679    | 2,703    | 2,703    | 2,778    |          |          |          |          |
| | Green (NI)             | Ciaran Mussen     | 3.52%  | 1,622    | 1,646    | 1,675    | 1,685    | 2,008    | 2,043    |          |          |          |          |          |
| | UKIP                   | Henry Reilly      | 2.67%  | 1,229    | 1,229    | 1,239    | 1,326    | 1,354    |          |          |          |          |          |          |
| | Alliance               | David Griffin     | 1.50%  | 691      | 700      | 743      | 755      |          |          |          |          |          |          |          |
| | Independent Republican | Martin Cunningham | 0.94%  | 434      | 441      | 448      | 448      |          |          |          |          |          |          |          |
| | UK Unionist Party      | Frederick Wharton | 0.92%  | 424      | 424      | 443      |          |          |          |          |          |          |          |          |
| | NI Conservatives       | Peter Bowles      | 0.85%  | 391      | 391      |          |          |          |          |          |          |          |          |          |
| | Labour Party NI        | Malachi Curran    | 0.27%  | 123      |          |          |          |          |          |          |          |          |          |          |
| Électorat : 71,704 Valide : 46,110 (64.31%) Non valide : 513 Quota : 6,588 Participation : 46,623 (65.02%) |                        |                   |        |          |          |          |          |          |          |          |          |          |          |          |

#### 2003
| Parti | Parti                            | Candidat           | %      | Comptage | Comptage | Comptage | Comptage | Comptage | Comptage | Comptage | Comptage | Comptage |
| Parti | Parti                            | Candidat           | %      | 1        | 2        | 3        | 4        | 5        | 6        | 7        | 8        | 9        |
| --- | -------------------------------- | ------------------ | ------ | -------- | -------- | -------- | -------- | -------- | -------- | -------- | -------- | -------- |
| | DUP                              | Jim Wells          | 14.97% | 6,789    |          |          |          |          |          |          |          |          |
| | SDLP                             | P. J. Bradley      | 11.77% | 5,337    | 5,337.36 | 5,355.36 | 5,682.96 | 7,136.96 |          |          |          |          |
| | Ulster Unionist                  | Dermot Nesbitt     | 11.84% | 5,368    | 5,411    | 5,420    | 5,759.04 | 5,797.2  | 5,802.72 | 5,822.72 | 8,325.72 |          |
| | Sinn Féin                        | Caitríona Ruane    | 11.29% | 5,118    | 5,118    | 5,124    | 5,211.08 | 5,415.08 | 5,450.04 | 6,024.42 | 6,026.54 | 6,035.54 |
| | Sinn Féin                        | Willie Clarke      | 9.00%  | 4,083    | 4,083.08 | 4,092.08 | 4,185.16 | 4,268.2  | 4,278.78 | 5,920.74 | 5,926.44 | 5,934.44 |
| | SDLP                             | Margaret Ritchie   | 9.40%  | 4,261    | 4,261.76 | 4,313.76 | 4,665.32 | 4,848.36 | 4,921.5  | 5,419.96 | 5,477.96 | 5,733.96 |
| | SDLP                             | Eamonn O'Neill     | 8.69%  | 3,942    | 3,942.92 | 3,963.92 | 4,220.24 | 4,692.32 | 5,215.34 | 5,350.34 | 5,411.52 | 5,697.52 |
| | Ulster Unionist                  | Jim Donaldson      | 6.36%  | 2,885    | 2,984.52 | 2,989.52 | 3,254.96 | 3,264.12 | 3,265.96 | 3,269.42 |          |          |
| | Sinn Féin                        | Eamonn McConvey    | 6.19%  | 2,806    | 2,806.12 | 2,833.12 | 2,961.16 | 2,986.16 | 2,990.3  |          |          |          |
| | SDLP                             | Marion Fitzpatrick | 5.25%  | 2,382    | 2,382.44 | 2,409.44 | 2,555.64 |          |          |          |          |          |
| | Green (NI)                       | Raymond Blaney     | 1.76%  | 799      | 799.76   | 851.76   |          |          |          |          |          |          |
| | NI Women's Coalition             | Trudy Miller       | 1.25%  | 565      | 565.6    | 589.6    |          |          |          |          |          |          |
| | Alliance                         | Neil Powell        | 1.08%  | 489      | 489.48   | 495.48   |          |          |          |          |          |          |
| | UK Unionist Party                | Nelson Wharton     | 0.54%  | 245      | 360.64   | 362.72   |          |          |          |          |          |          |
| | Indépendant                      | Malachi Curran     | 0.36%  | 162      | 162.08   |          |          |          |          |          |          |          |
| | Parti des travailleurs d'Irlande | Des O'Hagan        | 0.25%  | 115      | 115.08   |          |          |          |          |          |          |          |
| Électorat : 70,149 Valide : 45,346 (64.64%) Non valide : 666 Quota : 6,479 Participation : 46,012 (65.59%) |                                  |                    |        |          |          |          |          |          |          |          |          |          |

#### 1998
| Parti | Parti                            | Candidat              | %      | Comptage | Comptage | Comptage | Comptage | Comptage | Comptage | Comptage | Comptage | Comptage | Comptage | Comptage |
| Parti | Parti                            | Candidat              | %      | 1        | 2        | 3        | 4        | 5        | 6        | 7        | 8        | 9        | 10       | 11       |
| --- | -------------------------------- | --------------------- | ------ | -------- | -------- | -------- | -------- | -------- | -------- | -------- | -------- | -------- | -------- | -------- |
| | SDLP                             | Eddie McGrady         | 20.20% | 10,373   |          |          |          |          |          |          |          |          |          |          |
| | Sinn Féin                        | Mick Murphy           | 12.17% | 6,251    | 6,418.33 | 6,514.51 | 6,517.51 | 6,574.08 | 7,761.08 |          |          |          |          |          |
| | Ulster Unionist                  | Dermot Nesbitt        | 10.67% | 5,480    | 5,507.84 | 5,524.03 | 5,788.9  | 6,133.54 | 6,137.99 | 6,137.99 | 7,770.99 |          |          |          |
| | SDLP                             | P. J. Bradley         | 10.85% | 5,571    | 6,218.28 | 6,313.44 | 6,317.31 | 6,485.16 | 6,563.4  | 6,665.52 | 6,716.39 | 6,739.49 | 7,390.23 |          |
| | DUP                              | Jim Wells             | 9.40%  | 4,826    | 4,830.06 | 4,840.35 | 5,261.35 | 5,270.35 | 5,272.35 | 5,273.27 | 5,631.85 | 5,792.85 | 5,849.34 | 8,170.34 |
| | SDLP                             | Eamonn O'Neill        | 6.98%  | 3,582    | 4,752.73 | 4,889.94 | 4,892.52 | 5,006.57 | 5,144.92 | 5,289.36 | 5,323.39 | 5,342.29 | 6,120.06 | 6,163.2  |
| | SDLP                             | Hugh Carr             | 7.27%  | 3,731    | 4,132.36 | 4,230.24 | 4,232.24 | 4,379.71 | 4,438.47 | 4,501.03 | 4,517.9  | 4,528.4  | 5,114.14 | 5,186.72 |
| | UK Unionist Party                | Frederick Wharton     | 5.02%  | 2,576    | 2,577.16 | 2,581.16 | 2,886.45 | 2,904.74 | 2,905.74 | 2,906.20 | 3,125.36 | 3,271.66 | 3,313.71 |          |
| | NI Women's Coalition             | Anne Carr             | 3.23%  | 1,658    | 1,811.41 | 2,000.03 | 2,009.32 | 2,563.74 | 2,675.11 | 2,785.05 | 2,890.12 | 2,955.57 |          |          |
| | Ulster Unionist                  | Norman Hanna          | 3.78%  | 1,939    | 1,946.83 | 1,962.28 | 2,481.15 | 2,642.73 | 2,646.73 | 2,647.65 |          |          |          |          |
| | Sinn Féin                        | Garret O'Fachtna      | 2.96%  | 1,520    | 1,603.81 | 1,697.41 | 1,697.7  | 1,716.73 |          |          |          |          |          |          |
| | Alliance                         | Anne-Marie Cunningham | 2.92%  | 1,502    | 1,586.39 | 1,675.63 | 1,697.5  |          |          |          |          |          |          |          |
| | Independent Unionist             | George Graham         | 3.04%  | 1,562    | 1,567.51 | 1,578.51 |          |          |          |          |          |          |          |          |
| | Labour Party NI                  | Malachi Curran        | 0.97%  | 498      | 634.01   |          |          |          |          |          |          |          |          |          |
| | Parti des travailleurs d'Irlande | Des O'Hagan           | 0.25%  | 130      | 151.17   |          |          |          |          |          |          |          |          |          |
| | Travailliste indépendant         | Patrick O'Connor      | 0.24%  | 121      | 148.84   |          |          |          |          |          |          |          |          |          |
| | Natural Law                      | Thomas Mullins        | 0.06%  | 33       | 38.51    |          |          |          |          |          |          |          |          |          |
| Électorat : 71,000 Valide : 51,353 (72.33%) Non valide : 989 Quota : 7,337 Participation : 52,342 (73.72%) |                                  |                       |        |          |          |          |          |          |          |          |          |          |          |          |

### 1996 forum
Les candidats retenus sont indiqués en gras.
| Parti | Parti                            | Candidat(s)                                                                 | Votes  | Pourcentage |
| ----- | -------------------------------- | --------------------------------------------------------------------------- | ------ | ----------- |
|       | SDLP                             | Eddie McGrady Hugh Carr Margaret Ritchie Marietta Farrell John Doris        | 20,220 | 43.2        |
|       | UUP                              | Dermot Nesbitt Frederick Wharton Gerry Douglas Albert Colmer William Martin | 10,379 | 22.2        |
|       | Sinn Féin                        | Mick Murphy Frank McDowell Martin Gough Deidre Clark                        | 6,142  | 13.1        |
|       | DUP                              | William Alexander John Finlay William Burns                                 | 5,060  | 10.8        |
|       | Alliance                         | Julian Crozier Michael Healy                                                | 1,685  | 3.6         |
|       | Labour coalition                 | Malachi Curran Patrick O'Connor Edna Furey James Masson Michael Kearney     | 927    | 2.0         |
|       | PUP                              | George Graham James McDonald                                                | 497    | 1.1         |
|       | NI Women's Coalition             | Bronagh Lawson Claire Hannah Lynn Carvill Ursula Leahy                      | 464    | 1.0         |
|       | Ulster Democratic                | Norma Coulter Denis Paisley                                                 | 404    | 0.9         |
|       | Green (NI)                       | Maggie Burch Eugene O'Shea Christopher Busby                                | 251    | 0.6         |
|       | NI Conservatives                 | Paul Megarity Michael Henderson                                             | 197    | 0.4         |
|       | Workers' Party                   | Marie O'Hagan Eddie O'Hagan                                                 | 162    | 0.4         |
|       | Ulster Independence              | Samuel Pollock Stanley Watson James McElrath                                | 130    | 0.3         |
|       | Democratic Partnership           | William Leneghan Sean O'Baoill                                              | 117    | 0.2         |
|       | Democratic Left                  | Veronica McEneaney Jim Ryan                                                 | 65     | 0.1         |
|       | Desmond Garrett William McCarthy | 30                                                                          | 0.1    |             |
|       | Independent Chambers             | George Chambers Doreen Larmour                                              | 18     | 0.0         |

### Élection partielle de 1985
| Parti                                                                                           | Parti                | Candidat          | %     | Comptage |
| Parti                                                                                           | Parti                | Candidat          | %     | 1        |
| ----------------------------------------------------------------------------------------------- | -------------------- | ----------------- | ----- | -------- |
|                                                                                                 | Ulster Unionist      | Jeffrey Donaldson | 86.1% | 17,528   |
|                                                                                                 | Independent Unionist | Ethel Smyth       | 13.9% | 2,838    |
| Électorat : 98,126 Valide : 20,366 Non valide : 0 Quota : 10,184 Participation : 20,366 (21.3%) |                      |                   |       |          |

### 1982
| Parti | Parti                            | Candidat           | %      | Comptage | Comptage | Comptage | Comptage | Comptage | Comptage | Comptage | Comptage | Comptage | Comptage | Comptage |
| Parti | Parti                            | Candidat           | %      | 1        | 2        | 3        | 4        | 5        | 6        | 7        | 8        | 9        | 10       | 11       |
| --- | -------------------------------- | ------------------ | ------ | -------- | -------- | -------- | -------- | -------- | -------- | -------- | -------- | -------- | -------- | -------- |
| | SDLP                             | Frank Feely        | 12.52% | 7,391    |          |          |          |          |          |          |          |          |          |          |
| | SDLP                             | Eddie McGrady      | 12.38% | 7,313    | 7,636    |          |          |          |          |          |          |          |          |          |
| | Ulster Unionist                  | William Brown      | 8.84%  | 5,220    | 5,227    | 5,234    | 5,441    | 5,441    | 7,593    |          |          |          |          |          |
| | SDLP                             | Patrick O'Donoghue | 10.02% | 5,916    | 6,252    | 6,440    | 6,449    | 6,449    | 6,455    | 8,181    |          |          |          |          |
| | Ulster Unionist                  | Raymond McCullough | 9.82%  | 5,802    | 5,808    | 5,809    | 5,903    | 5,903    | 6,451    | 6,458    | 6,471    | 6,497.28 | 9,553.28 |          |
| | DUP                              | George Graham      | 6.90%  | 4,075    | 4,081    | 4,082    | 5,366    | 5,336    | 5,533    | 5,543    | 5,548    | 5,552.14 | 6,518.35 | 7,596.35 |
| | DUP                              | Jim Wells          | 6.40%  | 3,779    | 3,783    | 3,783    | 5,361    | 5,361    | 5,474    | 5,488    | 5,503    | 5,505.16 | 5,662.54 | 5,936.54 |
| | Alliance                         | Patrick Forde      | 6.17%  | 3,646    | 3,999    | 4,027    | 4,047    | 4,047    | 4,148    | 4,346    | 4,707    | 4,708.53 | 4,878.11 | 5,101.11 |
| | Ulster Unionist                  | William Coulter    | 6.41%  | 3,787    | 3,794    | 3,795    | 3,828    | 3,828    | 4,490    | 4,497    | 4,508    | 4,664.96 |          |          |
| | Sinn Féin                        | Cyril Toman        | 5.75%  | 3,393    | 3,772    | 3,795    | 3,805    | 3,805    | 3,806    |          |          |          |          |          |
| | Ulster Unionist                  | William Martin     | 6.03%  | 3,562    | 3,567    | 3,568    | 3,798    | 3,798    |          |          |          |          |          |          |
| | DUP                              | Ethel Smyth        | 5.92%  | 3,495    | 3,507    | 3,508    |          |          |          |          |          |          |          |          |
| | Parti des travailleurs d'Irlande | Thomas Moore       | 2.84%  | 1,676    |          |          |          |          |          |          |          |          |          |          |
| Électorat : 93,261 Valide : 59,055 (63.32%) Non valide : 2,137 Quota : 7,382 Participation : 61,192 (65.61%) |                                  |                    |        |          |          |          |          |          |          |          |          |          |          |          |

### 1975 Convention constitutionnelle
| Parti | Parti             | Candidat             | %      | Comptage | Comptage | Comptage | Comptage | Comptage | Comptage | Comptage | Comptage | Comptage |
| Parti | Parti             | Candidat             | %      | 1        | 2        | 3        | 4        | 5        | 6        | 7        | 8        | 9        |
| --- | ----------------- | -------------------- | ------ | -------- | -------- | -------- | -------- | -------- | -------- | -------- | -------- | -------- |
| | SDLP              | Frank Feely          | 16.02% | 9,730    |          |          |          |          |          |          |          |          |
| | Vanguard          | Cecil Harvey         | 14.56% | 8,843    |          |          |          |          |          |          |          |          |
| | SDLP              | Eddie McGrady        | 11.95% | 7,257    | 8,560.28 |          |          |          |          |          |          |          |
| | SDLP              | Patrick O'Donoghue   | 10.96% | 6,657    | 7,335.26 | 7,336.52 | 8,231.08 |          |          |          |          |          |
| | Unionist Party NI | Brian Faulkner       | 9.94%  | 6,035    | 6,048.2  | 6,075.78 | 6,078.5  | 6,114.34 | 6,127.14 | 6,608.72 | 6,687.12 | 8,512.12 |
| | Ulster Unionist   | Peter Brush          | 10.36% | 6,293    | 6,294.32 | 6,520.56 | 6,520.46 | 6,520.46 | 6,520.56 | 6,813.24 | 6,891.16 | 6,995    |
| | Ulster Unionist   | Herbert Heslip       | 10.50% | 6,380    | 6,384.84 | 6,643.7  | 6,643.86 | 6,644.5  | 6,645.72 | 6,726.26 | 6,736.72 | 6,838.18 |
| | DUP               | David Herron         | 6.18%  | 3,752    | 3,757.28 | 4,464    | 4,464.16 | 4,464.16 | 4,465.16 | 4,536.28 | 4,552.50 | 4,624.66 |
| | Alliance          | Anthony Williamson   | 2.65%  | 1,612    | 1,659.96 | 1,660.24 | 1,676.08 | 1,882.8  | 1,931.02 | 1,937.46 | 2,136.46 |          |
| | Alliance          | Denys Rowan-Hamilton | 2.48%  | 1,509    | 1,518.02 | 1,520.82 | 1,529.46 | 1,678.42 | 1,714.02 | 1,757.02 | 1,950.58 |          |
| | Republican Clubs  | Raymond Blaney       | 1.65%  | 1,002    | 1,018.5  | 1,018.64 | 1,022.16 | 1,056.72 | 1,672.28 | 1,673.5  |          |          |
| | Unionist Party NI | Ronald Broadhurst    | 1.64%  | 994      | 995.1    | 1,001.96 | 1,002.44 | 1,007.08 | 1,007.08 |          |          |          |
| | Republican Clubs  | Gerard O'Hanlon      | 1.12%  | 680      | 706.18   | 706.18   | 721.38   | 843.3    |          |          |          |          |
| Électorat : 89,912 Valide : 60,744 (67.56%) Non valide : 2,129 Quota : 7,594 Participation : 62,873 (69.93%) |                   |                      |        |          |          |          |          |          |          |          |          |          |

### 1973
| Parti | Parti                   | Candidat             | %      | Comptage | Comptage | Comptage | Comptage | Comptage | Comptage | Comptage | Comptage | Comptage | Comptage | Comptage | Comptage | Comptage | Comptage | Comptage | Comptage | Comptage |
| Parti | Parti                   | Candidat             | %      | 1        | 2        | 3        | 4        | 5        | 6        | 7        | 8        | 9        | 10       | 11       | 12       | 13       | 14       | 15       | 16       | 17       |
| --- | ----------------------- | -------------------- | ------ | -------- | -------- | -------- | -------- | -------- | -------- | -------- | -------- | -------- | -------- | -------- | -------- | -------- | -------- | -------- | -------- | -------- |
| | Ulster Unionist         | Brian Faulkner       | 25.43% | 16,287   |          |          |          |          |          |          |          |          |          |          |          |          |          |          |          |          |
| | SDLP                    | Eddie McGrady        | 12.29% | 7,870    | 7,894.99 | 7,913.50 | 7,926.5  | 7,927.5  | 7,972.01 | 8,050.01 |          |          |          |          |          |          |          |          |          |          |
| | Ulster Unionist         | Ronald Broadhurst    | 2.37%  | 1,515    | 6,049.41 | 6,075.02 | 6,075.02 | 6,266.74 | 6,268.25 | 6,270.27 | 6,273.78 | 6,344.42 | 6,370.62 | 6,374.13 | 9,108.64 |          |          |          |          |          |
| | SDLP                    | Frank Feely          | 10.71% | 6,857    | 6,869.24 | 6,895.75 | 6,929.75 | 6,931.75 | 6,949.75 | 7,055.75 | 7,344.75 | 7,352.75 | 7,422.77 | 7,759.77 | 7,761.28 | 7,762.3  | 9,190.3  |          |          |          |
| | SDLP                    | Patrick O'Donoghue   | 6.75%  | 4,322    | 4,327.1  | 4,343.1  | 4,346.1  | 4,347.1  | 4,406.1  | 4,507.61 | 4,608.61 | 4,630.14 | 4,745.65 | 5,709.65 | 5,711.65 | 5,712.67 | 7,180.69 | 8,225.69 |          |          |
| | Vanguard                | Cecil Harvey         | 7.82%  | 5,006    | 5,435.42 | 5,442.42 | 5,445.42 | 5,672.17 | 5,672.17 | 5,678.68 | 5,682.68 | 5,689.23 | 5,689.23 | 5,691.23 | 5,931.58 | 6,095.29 | 6,099.29 | 6,102.29 | 6,105.59 | 9,485.59 |
| | Ulster Unionist         | Herbert Heslip       | 5.99%  | 3,838    | 4,709.08 | 4,715.61 | 4,715.61 | 4,758.81 | 4,760.81 | 4,765.81 | 4,768.83 | 4,776.87 | 4,779.89 | 4,780.89 | 5,360.47 | 5,960.23 | 5,967.27 | 5,969.27 | 5,971.25 | 7,177.36 |
| | Alliance                | Anthony Williamson   | 2.33%  | 1,489    | 1,519.09 | 1,543.09 | 1,546.09 | 1,548.09 | 1,550.09 | 1,590.09 | 1,598.09 | 2,283.3  | 4,155.98 | 4,261.49 | 4,296.77 | 4,398.26 | 4,664.77 | 4,711.77 | 4,923.63 | 4,954.5  |
| | DUP                     | David Herron         | 6.27%  | 4,016    | 4,327.61 | 4,332.12 | 4,332.12 | 4,453.81 | 4,453.81 | 4,461.81 | 4,464.81 | 4,471.32 | 4,471.83 | 4,473.83 | 4,666.69 | 4,811.02 | 4,816.02 | 4,818.02 | 4,819.34 |          |
| | Independent Nationalist | Rory McShane         | 4.35%  | 2,785    | 2,790.1  | 2,799.61 | 2,827.61 | 2,827.61 | 2,881.61 | 2,979.61 | 3,312.12 | 3,325.63 | 3,340.14 | 4,059.14 | 4,061.14 | 4,061.14 |          |          |          |          |
| | Ulster Unionist         | William Martin       | 3.12%  | 1,996    | 3,760.6  | 3,766.11 | 3,766.11 | 3,810.74 | 3,812.74 | 3,817.27 | 3,820.82 | 3,851.08 | 3,865.12 | 3,865.12 |          |          |          |          |          |          |
| | Independent Nationalist | James O'Reilly       | 3.12%  | 2,000    | 2,001.02 | 2,008.02 | 2,016.02 | 2,018.02 | 2,092.02 | 2,268.53 | 2,397.53 | 2,405.04 | 2,447.04 |          |          |          |          |          |          |          |
| | Alliance                | Michael O'Shea       | 2.30%  | 1,475    | 1,503.05 | 1,557.09 | 1,558.09 | 1,561.09 | 1,565.09 | 1,588.6  | 1,605.6  | 2,209.04 |          |          |          |          |          |          |          |          |
| | Alliance                | Denys Rowan-Hamilton | 2.06%  | 1,316    | 1,428.2  | 1,464.26 | 1,465.26 | 1,467.77 | 1,468.77 | 1,480.28 | 1,483.28 |          |          |          |          |          |          |          |          |          |
| | Republican Clubs        | Noel Collins         | 1.01%  | 648      | 652.08   | 652.08   | 959.08   | 965.08   | 1,378.08 | 1,402.1  |          |          |          |          |          |          |          |          |          |          |
| | Independent Nationalist | Arthur Doran         | 1.02%  | 653      | 658.1    | 678.61   | 686.63   | 696.14   | 705.14   |          |          |          |          |          |          |          |          |          |          |          |
| | Republican Clubs        | Edward O'Hagan       | 0.96%  | 612      | 613.02   | 614.02   | 695.02   | 695.53   |          |          |          |          |          |          |          |          |          |          |          |          |
| | National Front          | William Annett       | 0.92%  | 591      | 668.52   | 672.52   | 672.52   |          |          |          |          |          |          |          |          |          |          |          |          |          |
| | Republican Clubs        | Samuel Dowling       | 0.78%  | 499      | 499      | 502.02   |          |          |          |          |          |          |          |          |          |          |          |          |          |          |
| | Ulster Liberal          | Berkley Farr         | 0.41%  | 263      | 279.32   |          |          |          |          |          |          |          |          |          |          |          |          |          |          |          |
| Électorat : 89,234 Valide : 64,038 (71.76%) Non valide : 1,359 Quota : 8,005 Participation : 65,397 (73.29%) |                         |                      |        |          |          |          |          |          |          |          |          |          |          |          |          |          |          |          |          |          |